# Plompe Toren (Koudekerke)

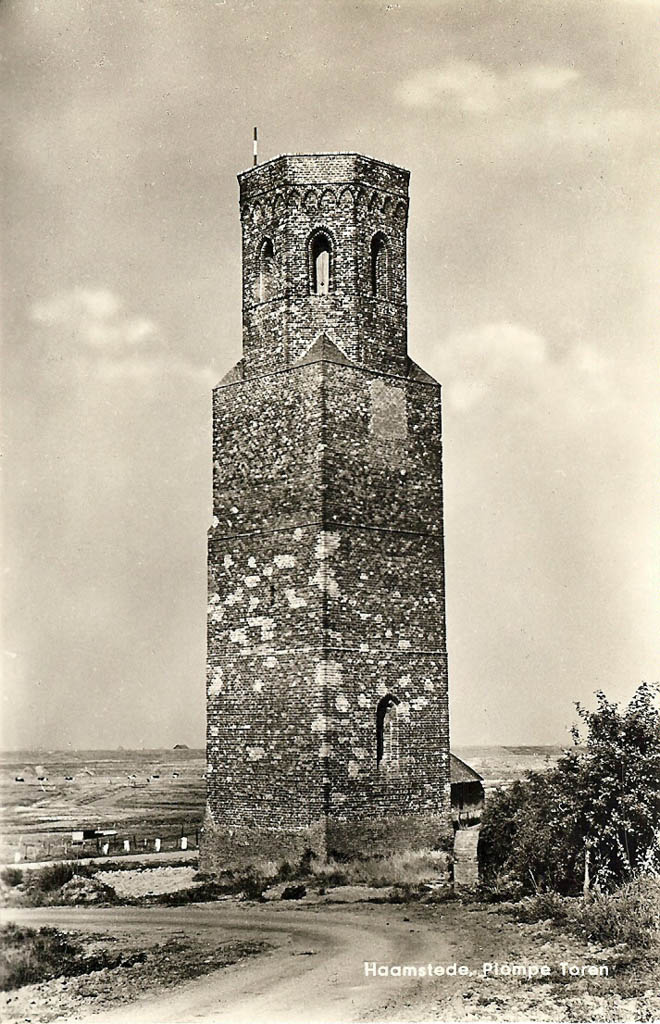
De toren op een ansichtkaart uit 1920.

De Plompe Toren (ook wel Plompetoren) is een kerktoren aan de Oosterschelde, een paar kilometer ten zuiden van Burgh-Haamstede. De toren (23 meter hoog) is het enige restant van Koudekerke, een inmiddels in de Oosterschelde verdwenen dorp op Schouwen-Duiveland. De toren staat nèt binnendijks en in het dijkprofiel: in de binnenglooiing van de Oosterscheldedijk is een uitholling rond de voet gemaakt.
In 1468 kocht Lodewijk van Gruuthu(u)se het ambacht "Coudekerk". Hij bouwde een nieuwe kerk, omdat de oude in verval raakte. Rond 1400 begon, wat toen de Schelde was, door meanderen noordwaarts op te rukken en vrat de zeearm het Zuidland van Schouwen weg. In 1581 werd de dijk langs de Plompe Toren als inlaagdijk dwars door het dorp aangelegd. Mensen verlieten het dorp en in 1583 sloopten werklieden de kerk, maar de toren liet men staan. Die diende als baken voor de drukke scheepvaart op de Oosterschelde. Alle schepen die naar Antwerpen voeren, zeilden toen nog langs deze route. De Westerschelde was er nog niet. Die heette de Honte en die was toen nog niet bevaarbaar.
In het begin van de 20e eeuw stonden er nog een paar woningen rond de toren, die er toen als een ruïne bij stond. Het verhaal gaat dat er kauwen (of kraaien) in de toren nestelden, waar men overlast van had. Er kwam dan ook een voorstel om de toren maar te slopen, zodat deze overlast van de vogels verleden tijd zou zijn. Echter, op initiatief van jonkheer C. A. van Citters, burgemeester van het dorp Noordgouwe, vond er in 1935 een restauratie plaats. Deels met giften van burgers en zelfs van het Koningshuis (totaal iets meer dan 1.400 gulden), maar vooral door de 5.000 gulden bijdrage van het Rijk. Tijdens de Tweede Wereldoorlog werden op last van de Duitse bezetter bijna alle woning rond de toren gesloopt en liep de toren nogal wat schade op. In 1962 volgde een nieuwe restauratie. In 1974 liet de stad Zierikzee de buitenkant van de toren herstellen. Later kwam de toren in beheer van de stichting Het Zeeuwse Landschap. Tegenwoordig is Stichting Renesse eigenaar, die op Schouwen-Duiveland meerdere monumenten in eigendom heeft.  Sinds 1997 is de Vereniging Natuurmonumenten de exploitant. Eind 2019, begin 2020 is de toren aan de buitenzijde voor een bedrag van een kwart miljoen gerestaureerd. Alle specie is vervangen door originele kalkmortel en verweerde stenen zijn vervangen. De Plompe Toren is een bijzondere toeristische attractie in een gebied dat uniek is voor Nederland.